# Fatabur
För andra betydelser, se Fataburen (olika betydelser).

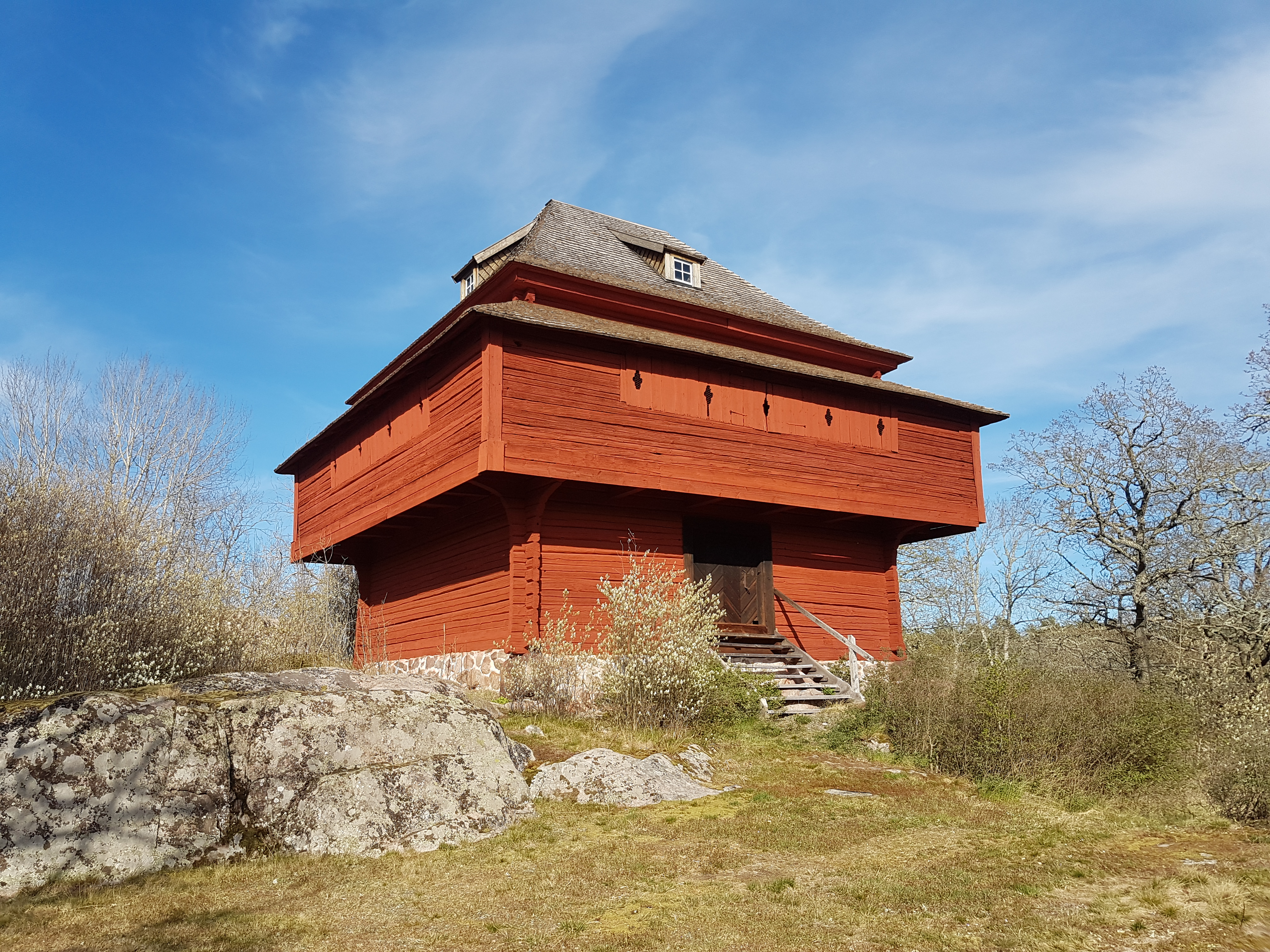
Fataburen vid Björkviks herrgård

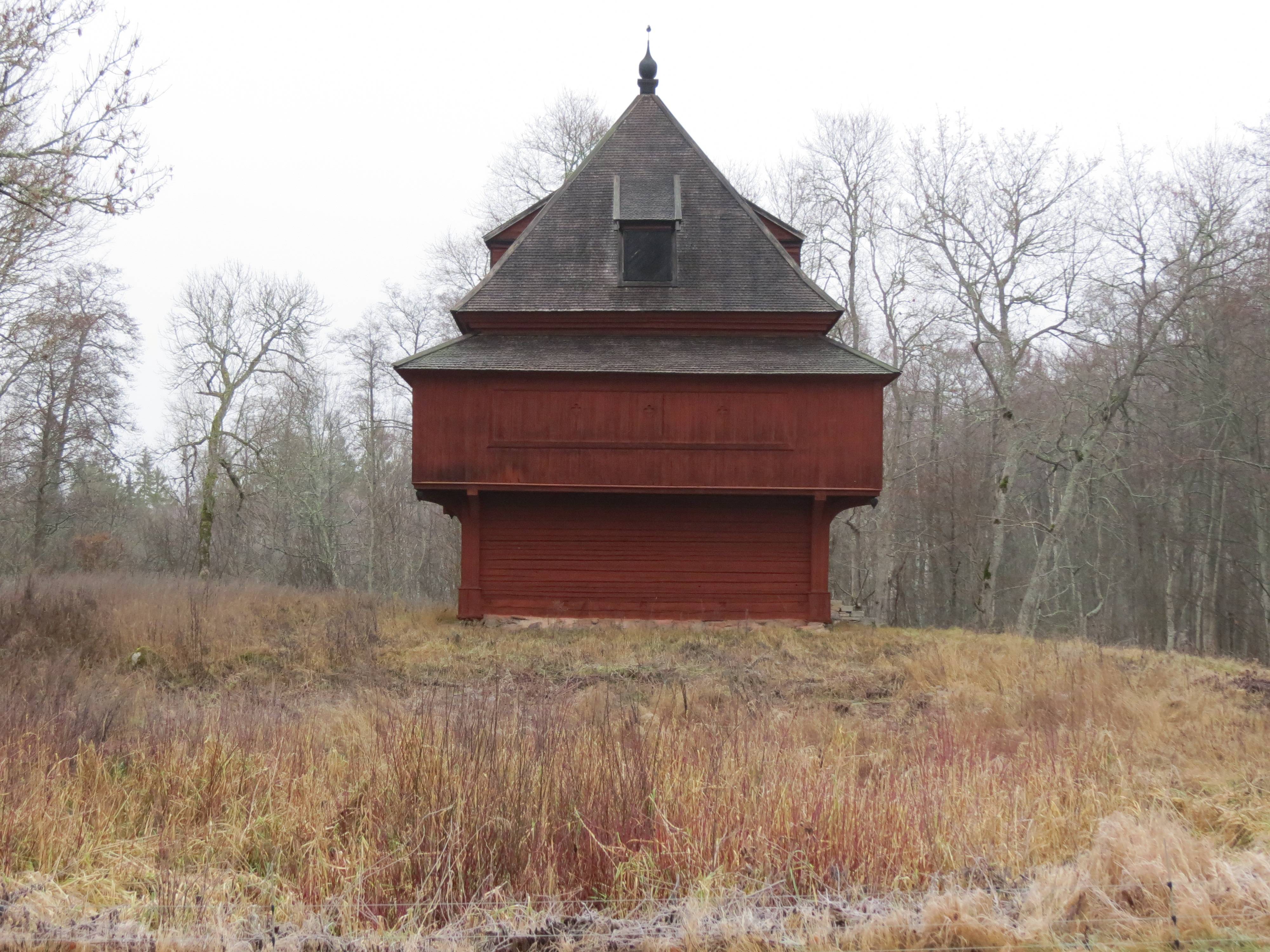
Fataburen vid Bystad herrgård

En fatabur eller fatbur är ett hus eller rum, där man i äldre tider förvarade kläder och annan dyrbar egendom och kan vara synonym med linneförråd, förrådsrum, magasin eller skattkammare. Namnet kommer av fornsvenskans fat ’kläder’, ’persedlar’ och bur ’bod’.
Fataburen bestod ofta av en särskild byggnad på större gårdar. Den gjordes så säker som möjligt för inbrott och plundring eftersom den innehöll större delen av gårdens värdefullare föremål. En särskild variant av byggnad avsedd för försvar uppstod, med ett på alla sidor utskjutande loft.  Till konstruktion och användning närbesläktade förrådshus fanns hos allmogen i de flesta landskap. Den benämndes ofta bod eller härbre.

## Bevarade fataburer
Av typen med utskjutande loft finns bara några enstaka exemplar bevarade. En finns vid Björkviks herrgård i Östra Ryds socken i Östergötland; den är byggd senast under 1500-talet. En kopia av den har uppförts på Skansen i Stockholm. En motsvarighet från omkring 1600 finns vid Bystad herrgård i Askers socken i Närke. Vid Högsjö gård i Södermanland finns en variant med enklare takkonstruktion.
Det finns också bevarade förrådsbyggnader utan utskjutande loft som kallats fataburer, exempelvis vid Ånhammar och Stora Ängby, båda från 1600-talet. Också förrådsbyggnader i sten har ibland kallats fataburer, till exempel vid Boo slott i Närke.